# Babaratma
Babaratma (ryska: Бабаратма) är en ort i Azerbajdzjan.   Den ligger i distriktet Şəki Rayonu, i den centrala delen av landet, 260 kilometer väster om huvudstaden Baku. Babaratma ligger 233 meter över havet och antalet invånare är 332. Den ligger vid sjön Əyriçay Su Anbarı.
Terrängen runt Babaratma är platt åt nordost, men åt sydväst är den kuperad. Närmaste större samhälle är Sheki, 14,0 kilometer öster om Babaratma.
Trakten runt Babaratma består till största delen av jordbruksmark. Runt Babaratma är det ganska glesbefolkat, med 38 invånare per kvadratkilometer.